# Endless Ocean Luminous
Endless Ocean Luminous (フォーエバーブルー ルミナス, Fōebāburū ruminasu) est un jeu vidéo de simulation et d'aventure développé par Arika et publié par Nintendo sur la Nintendo Switch le 2 mai 2024. Il s'agit du troisième jeu de la série Endless Ocean et marque le retour de la licence après Endless Ocean 2 : Aventuriers des fonds marins sorti en 2009 sur Wii.
Semblable aux jeux précédents, le joueur prend le rôle d'un plongeur chargé de rencontrer et de documenter la vie marine. De plus, le jeu propose un mode multijoueur en ligne qui permet à des groupes allant jusqu'à 30 joueurs d'explorer ensemble les fonds marins. Le jeu a été annoncé lors du Nintendo Direct Partner de février 2024.

## Système de jeu
Endless Ocean Luminous est un jeu d'aventure et un simulateur de plongée sous-marine dans lequel le joueur explore la mer Voilée, une région fictive et inexplorée de l'océan Pacifique Sud, afin d'observer et de documenter la vie marine,. Luminous propose un mécanisme roguelike dans lequel la région change à chaque plongée effectuée par le joueur,. Le jeu lui-même propose plus de 500 espèces à découvrir, y compris des créatures considérées comme mythiques ou éteintes comme le Mosasaurus. En dehors de la vie marine, le joueur peut également explorer des structures sous-marines telles que des temples et des épaves.
Contrairement aux modes multijoueurs des versions précédentes, le jeu permet à des groupes allant jusqu'à 30 joueurs en ligne de se lancer ensemble dans des expéditions,. Les joueurs en groupe peuvent partager leurs découvertes et communiquer entre eux via des émoticônes.

## Développement
Endless Ocean Luminous est le troisième jeu de la série Endless Ocean après Endless Ocean, sorti en 2007, et Endless Ocean 2 : Aventuriers des fonds marins, sorti en 2009. Le jeu est développé par la société japonaise de jeux vidéo Arika et sera publié par Nintendo sur Nintendo Switch,. Luminous a été annoncé pour la première fois à la fin d'un Nintendo Direct Partner Showcase fin février 2024, annonçant sa date de sortie pour le 2 mai 2024,.

## Accueil
Endless Ocean Luminous reçoit un accueil mitigé de la critique spécialisée. Il obtient un score de 61 % sur la base de 63 critiques sur Metacritic.